# Ceratozetes armatus
Ceratozetes armatus är en kvalsterart som beskrevs av Mihelcic 1956. Ceratozetes armatus ingår i släktet Ceratozetes och familjen Ceratozetidae. Inga underarter finns listade i Catalogue of Life.